# Relation tritrophique

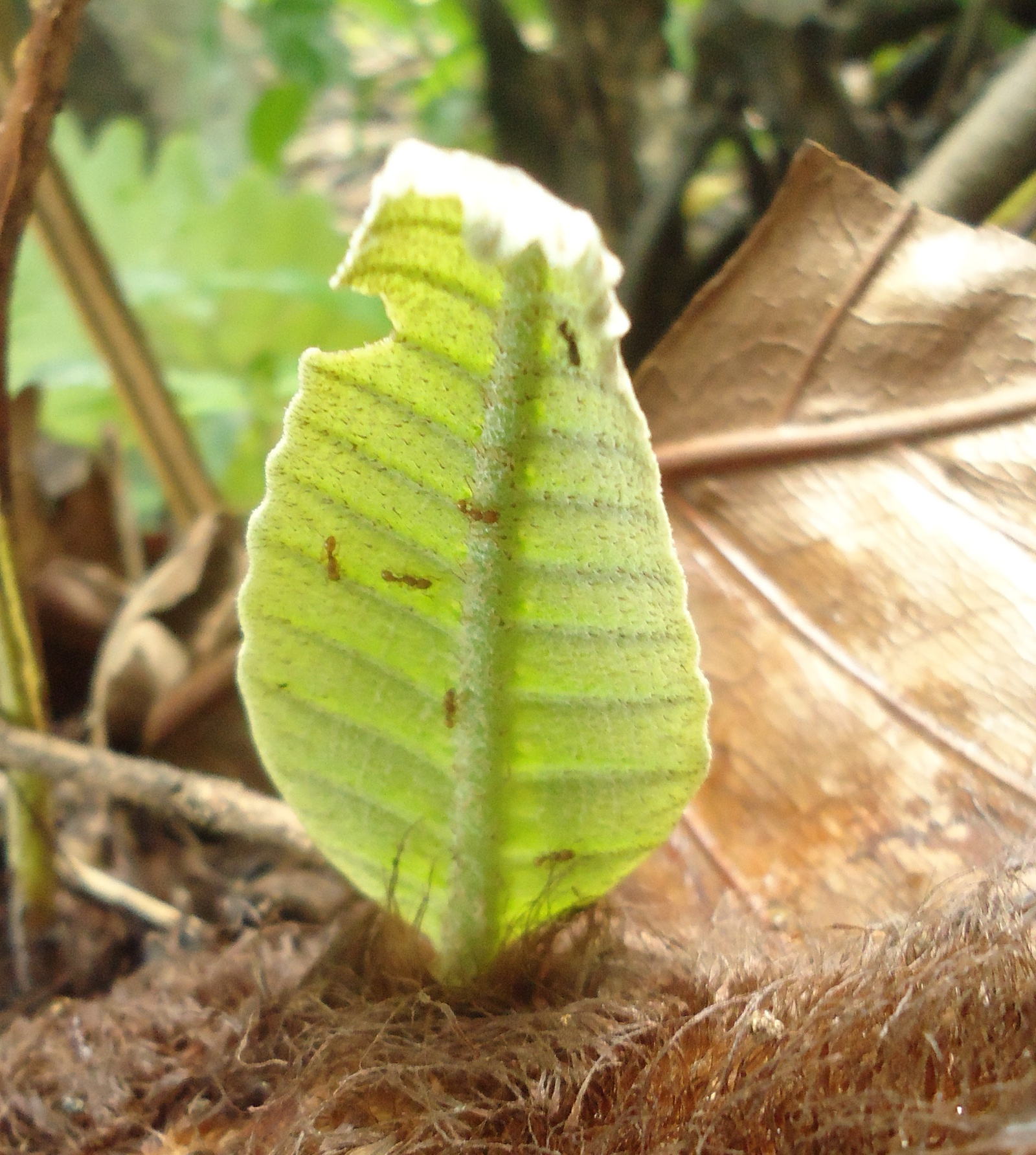
Les fourmis, attirées par les nutriments d'une feuille de fougère du genre Aglaomorpha, participent à une relation tritrophique entre la plante, les insectes herbivores et leurs prédateurs.

Une relation tritrophique est un système d'interactions qui s'établit entre trois niveaux trophiques d'une chaîne alimentaire. Ce type de relation met le plus souvent en jeu une espèce de plante, un insecte phytophage et les prédateurs ou parasitoïdes de celui-ci.
Les plantes hôtes constituent le premier niveau trophique. Les insectes phytophages, le deuxième niveau et enfin, les insectes parasitoïdes et prédateurs le troisième niveau. Les interactions entre ces niveaux trophiques sont complexes et interviennent simultanément par différents moyens, en premier lieu les composés organiques volatiles que les plantes synthétisent et qui agissent sur le comportement de certains phytophages.
De même, les nombreuses phéromones ainsi que diverses excrétions d'insectes phytophages comme le miellat affectent de nombreuses espèces. Le miellat, par exemple, jouerait un rôle de kairomonne pour l'ensemble de la chaîne trophique en influant sur les comportements, la localisation des proies ou des hôtes, le déclenchement ou l'inhibition de réactions variées, ou encore l'oviposition. Ces sémiochimiques sont exploités par les espèces de tous les niveaux trophiques et ont un impact sur l'ensemble de ceux-ci.
La présence de différentes espèces dans un voisinage impacterait de façon complexe via leurs effets variés les niveaux trophiques supérieurs. Certaines espèces de plante affectent les performances des espèces phytophages grâce à la capacité de ces dernières à séquestrer certains composés chimiques synthétisés par les plantes, et les utiliser ensuite contre leurs prédateurs.